# Kerivoula hardwickii
Kerivoula hardwickii is een vleermuis uit het geslacht Kerivoula die voorkomt van Sri Lanka, India en Zuid-China tot de Filipijnen, de Talaud-eilanden en de Kleine Soenda-eilanden. In Maleisië komt ook een gelijkende soort voor, K. krauensis. Voor deze soort zijn soms ondersoorten erkend, maar recente onderzoeken ondersteunen dat niet. Binnen deze soort bestaan mogelijk twee soorten, een met een afgeplatte en een met een normale schedel. De correcte naam voor de iets kleinere platschedelige vorm zou Kerivoula depressa kunnen zijn. Volgens DNA-gegevens bestaan er drie verschillende groepen binnen K. hardwickii, die niet elkaars nauwste verwanten zijn.

## Voorkomen en beschrijving
In de Filipijnen is de soort gevonden op Biliran, Luzon, Leyte, Mindanao en Samar, waar hij voorkomt van 60 tot 1600 m hoogte in regenwoud. Het is een kleine, bruine gladneus met een bleke buik en een lange, puntige tragus. Een enkel exemplaar uit het Kitangladgebergte op Mindanao, waar K. hardwickii is gevangen, is iets kleiner en vertegenwoordigt mogelijk een aparte soort. Voor dit exemplaar, een vrouwtje, bedraagt de totale lengte 81 mm, de staartlengte 42 mm, de achtervoetlengte 7 mm, de oorlengte 12 mm, de voorarmlengte 32,9 mm en het gewicht 4,0 g. Voor twee mannetjes van K. hardwickii uit hetzelfde gebergte bedraagt de totale lengte 84 tot 85 mm, de staartlengte 40 mm, de achtervoetlengte 8 tot 9 mm, de oorlengte 14 tot 15 mm, de voorarmlengte 34 mm en het gewicht 4 tot 5 g.

## Slaapplaats
Een ondersoort van K. hardwickii, K. h. hardwickii heeft een mutualistische relatie met een variëteit van de bekerplant Nepenthes rafflesiana, meer bepaald N. r. elongata. De vleermuis slaapt in de beker, net boven de spijsverteringssappen van deze vleesetende plant. Waarschijnlijk biedt de plant hen bescherming. De plant kan zelfs beschutting bieden voor een moeder met haar jong. De plant zelf leeft ten dele van de uitwerpselen van de vleermuis; naar schatting haalt de plant een derde van zijn stikstof uit de uitwerpselen. De plant heeft relatief weinig spijsverteringssappen en stoffen die insecten aantrekken.